# Stegothyris atralis
Stegothyris atralis är en fjärilsart som beskrevs av Arnold Pagenstecher 1907. Stegothyris atralis ingår i släktet Stegothyris och familjen Crambidae. Inga underarter finns listade i Catalogue of Life.